# Progomphus lambertoi
Progomphus lambertoi là loài chuồn chuồn trong họ Gomphidae. Loài này được Novelo-Gutiérrez mô tả khoa học đầu tiên năm 2007.